# 欧恰尔德
欧恰尔德，是匈牙利巴兰尼亚州所辖的一个村。总面积12.66平方公里，总人口406，人口密度32.1人/平方公里（2011年1月1日）。